# Fossorowie

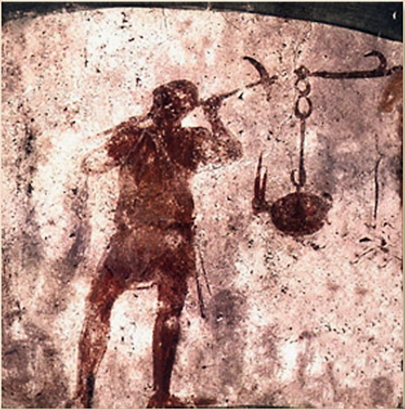
Fossor. Katakumby świętych Marcellina i Piotra na via Lubicana w Rzymie

Fossorowie (łac. fossa - dół) – grupa zawodowa osób zarządzająca miejscami pochówku umarłych, przygotowaniem grobów podziemnych i naziemnych, dekoracjami grobów (kamieniarstwo, układanie mozaik, tynkowanie) na początku ery chrześcijańskiej.
Fossorowie tworzyli wyspecjalizowane grupy, zrzeszali się w korporacjach, które były finansowane przez samorządy wspólnoty. Grzebali zmarłych, wytyczali wielopoziomowe sieci korytarzy w katakumbach, ozdabiali grobowce. W aktach kościoła w Cirta z 303 r. znajduje się wzmianka o związku fossorów, jednak byli znani już wcześniej. Hipolit Rzymski wspomina o nich w Traditio Apostolica. Zawód ich zaznaczano na nagrobkach, zostawali patronami cmentarzy i obok ostiariuszy należeli do hierarchii kościelnej. Od V wieku ich znaczenie malało, ponieważ coraz rzadziej chowano zmarłych w katakumbach oraz zlikwidowano w 597 r. przez papieża Grzegorza Wielkiego opłaty za grzebanie zmarłych.
Najbardziej znanym przedstawieniem pracy fossora jest obraz przedstawiający Diogenesa z napisem: "DIOGENES FOSSOR, IN PACE DEPOSITVS, OCTABV KALENDAS OCTOBRIS" czyli "Diogenes Fossor pochowany w pokoju ósmego dnia przed kalendami października". Najstarszy fresk przedstawiający fossora znajduje się w katakumbach św Kaliksta.
W języku łacińskim istniały dwie formy tego rzeczownika mianowicie fossor i fossarius którym odpowiadała liczba mnoga odpowiednio fossores oraz fossarii. Słowo fosa posiada analogiczną etymologię, jako że fossarium w języku łacińskim oznacza rydel.